# هيو ديلون
هيو ديلون هو منتج أسطوانات ومغني وممثل كندي، ولد في 31 مايو 1963 بكينغستون في كندا.

## أعمال

### أفلام
- (2004) وصولا إلى العظام
- (2017) مكتب الانسانية
- (2017) ويند ريفر

### مسلسلات
- القتل

## وصلات خارجية
- هيو ديلون على موقع IMDb (الإنجليزية)
- هيو ديلون على موقع ألو سيني (الفرنسية)
- هيو ديلون على موقع ميوزك برينز (الإنجليزية)
- هيو ديلون على موقع أول موفي (الإنجليزية)
- هيو ديلون على موقع إن إن دي بي (الإنجليزية)
- هيو ديلون على موقع أول ميوزيك (الإنجليزية)
- هيو ديلون على موقع ديسكوغز (الإنجليزية)
- هيو ديلون على موقع قاعدة بيانات الفيلم (الإنجليزية)
- هيو ديلون على موقع كينوبويسك (الروسية)